# Djebel Mghila
Djebel Mghila (àrab: جبل مغيلة, Jabal Mḡila) és un massís muntanyós aïllat al sud de la part centreoccidental del Dorsal tunisià, a Tunísia. Va de sud-oest a nord-est amb relació a la ciutat de Sbeïtla. És considerat part de les muntanyes de la Bizacena.